# Pterolophia annulata
Pterolophia annulata là một loài bọ cánh cứng trong họ Cerambycidae.